# ظهرة بن نصار (شرس)

تعديل مصدري - تعديل

ظهرة بن نصار هي إحدى قرى عزلة شرس الاعلى بمديرية شرس التابعة لمحافظة حجة، بلغ تعداد سكانها 517 نسمة حسب تعداد اليمن لعام 2004.